# 쌍룡중학교
쌍룡중학교(雙龍中學校)는 대한민국 강원특별자치도 영월군 한반도면 쌍용리에 있는 공립 중학교이다.

## 학교 연혁
- 1969년 10월 14일 : 쌍룡중학교 설립인가 (9학급)
- 1970년 6월 17일 : 교사 준공 및 개교식 거행
- 2002년 3월 1일 : 3학급 편성 인가
- 2023년 3월 1일 : 제22대 전찬길 교장 부임
- 2025년 1월 3일 : 제53회 졸업식(4명 졸업, 졸업생 누계 4,768명)
- 2025년 3월 4일 : 입학식(신입생 7명)

## 참고 자료
- 쌍룡중학교 - 한국교육학술정보원 학교알리미